# Lőrinczi László (unitárius lelkész)
Lőrinczi László (Felsőrákos, 1898. október 27. – Székelykeresztúr, 1981. október 24.) unitárius lelkész, egyházi író, mezőgazdasági szakíró.

## Életútja
Középiskolát Székelykeresztúron végzett; háború, majd hadifogság után gazdamérnöki pályára készült, azonban mivel közben megszűnt a magyar mezőgazdasági oktatás, a kolozsvári Unitárius Teológiát végezte el. Utána missziós szolgálatra megy Clevelandbe, az Amerikai Egyesült Államokban élő unitáriusok közé. Chicagóban mélyült el barátsága a világ körüli útját járó Balázs Ferenccel, akivel együtt hallgatta a teológia nyári szemeszterét (1926). Az ő hatására iratkozott be a Massachusetts állambeli amhersti gazdasági egyetemre, ahol baromfitenyésztést, méhészetet és kertészetet tanult.
Hazatérése után Kiskadácson lelkész (1927–41), a székelykeresztúri gazdasági iskola előadója, az Unitárius Gimnázium vallástanára, majd igazgatója (1941–48). A Március adta ki "Istenetekre, becsületetekre, életetekre kérlek, legyetek egyesek!" c. írását (Kolozsvár, 1943). Erdő Jánossal közösen írt munkája Unitárius valláserkölcsi nevelés a népiskolákban (klny. az Unitárius Egyház Főtanácsának jegyzőkönyvéből, Kolozsvár, 1943). Nyugalomba vonulásáig Ürmösön lelkész (1948–73).
Nevéhez fűződik Románia első baromfitenyésztő szövetkezetének, az Avikultúrának a megalapítása (1931), amit hasonló vállalkozásai követtek a korszerű állattenyésztés és gyümölcstermesztés meghonosítására. Első írása a Mezőgazdasági Szemle hasábjain jelent meg (1931). Ugyanekkor Székelykeresztúron saját költségén kiadta első szakkönyvét haszontyúk tenyésztésről, ezt követte A tyúk nem hibás! c. ÁGISZ-kiadványa (1936). Az 1960-as évek végén az újjászervezett, mezőgazdasági szakmelléklettel bővített Falvak Dolgozó Népe kiadásában újabb szakkötetek születtek állandó háztáji rovatának anyagából.
Már nyugalomba vonulása után fogott hozzá a Balázs Ferencre vonatkozó emlékezések összegyűjtéséhez. Az író húgával, Bélteky Lajosné Balázs Ibolyával folytatott levelezése segítségével egybekerült anyag Mások Balázs Ferencről című kéziratát, valamint a saját baráti emlékezéseit tartalmazó Az én Balázs Ferencem című készülő munkát azonban a diktatúra alatt elkobozták, s ezek máig sem kerültek elő.

## További köteteiből
- A haszontyúk-tenyésztés mint mellékfoglalkozás (Székelykeresztúr 1931);
- A tyúk nem hibás! (Hasznos Könyvtár, Brassó 1936);
- Belterjes háztáji tyúktenyésztés (1973);
- Baromfiudvar (1977).
- Keresztény Magvető 1973/4-es szám: https://epa.oszk.hu/02100/02190/00101/pdf/KM_1973_03-04_148.pdf
- Keresztény Magvető 1974/4-es szám: https://epa.oszk.hu/02100/02190/00526/pdf/KM_1974_4_234.pdf